# Antoni Słodkowski
Antoni Słodkowski (ur. 1986) – polski dziennikarz śledczy, szef agencji „Reutersa” w Mjanmie (2015–2019), dziennikarz „The Japan Times”, „Reutersa”, „Financial Times”, dwukrotny laureat nagrody Pulitzera (2019, 2025).

## Życiorys
Słodkowski pochodzi z Łodzi. W okresie gimnazjum współprowadził m.in. program telewizyjny „5-10-15”. Następnie w Łodzi ukończył naukę III Liceum Ogólnokształcącym, gdzie prowadził satyryczną gazetkę „Nuda Polska”.
Następnie studiował japonistykę w Szkole Studiów Orientalnych i Afrykańskich Uniwersytetu Londyńskiego, podczas studiów wyjechał na roczny staż do Japonii, gdzie pracował dla „Japan Times”. Jednocześnie w 2009 odbył staż w organizacji wspierających więźniów politycznych w Mjanmie oraz pisał o birmańskich imigrantach pracujących w tzw. „sweatshopach” w Tajlandii. Od 2010 związany był z biurem agencji „Reutersa” w Tokio, gdzie zajmował się gospodarką, polityką i dziennikarstwem śledczym. Ujawnił zaangażowanie mafii w odbudowę Japonii po tsunami i katastrofie w Fukushimie w 2011 roku, za co otrzymał nagrodę Reuters Story of the Year.
Następnie pracował jednocześnie jako zastępca szefa biura „Reutersa” w Japonii i szef biura „Reutersa” w Mjanmie w latach 2015–2019. W 2019, zdobył wraz ze swoim zespołem Nagrodę Pulitzera, za opisanie zbrodni popełnionej na muzułmańskiej ludności Rohingja, dokonanej przez wojsko i buddyjskich mieszkańców Mjanmy. W wyniku pułapki policyjnej zastosowanej przez birmańską policję, po ujawnieniu egzekucji na 10 muzułmanach, aresztowano dziennikarzy biura Słodkowskiego – Wa Lone i Kyaw Soe Oo. Po 2019 roku Antoni Słodkowski był reporterem i zastępcą szefa biura „Reutersa” w Tokio (do 2022). Od 2022 jest korespondentem „Financial Times” w Tokio oraz przebywa na University of Michigan jako stypendysta Knight-Wallace. W 2025 wraz z redakcją „Reutersa” zdobył Nagrodę Pulitzera za cykl tekstów „The Fentanyl Express”  kategorii dziennikarstwa śledczego – międzynarodowe śledztwo nagłaśniające import fentanylu do Stanów Zjednoczonych.
Słodkowski jest także stypendystą Wallace House Center for Journalists oraz przewodniczącym Kapituły Konkursu im. Wojciecha Słodkowskiego na realizację dziennikarską.

### Życie prywatne
Jest synem dziennikarza – Wojciecha Słodkowskiego oraz bratem dziennikarza Jędrzeja Słodkowskiego (ur. 1985).

## Nagrody
- Reuters Story of the Year (2012)[1],
- Honorowe wyróżnienie SOPA Award (2017) w kategorii Excellence in Reporting Breaking News, wspólnie dla redakcji Reutersa w składzie: Simon Lewis, Wa Lone, Yimou Lee, Antoni Słodkowski i Michelle Nichols[9],
- Główna nagroda SOPA Award (2018) w kategorii Public Service Journalism, wspólnie dla redakcji Reutersa w składzie: Antoni Słodkowski, Wa Lone, Simon Lewis, Krishna N. Das, Andrew R.C. Marshall, Shoon Naing, Weiyi Cai i Simon Scarr[10],
- Nagroda Pulitzera (2019) w dziedzinie dziennikarstwo międzynarodowe(inne języki), za opisanie zbrodni popełnionej na muzułmańskiej, ludności Rohingja, dokonanej przez wojsko i buddyjskich sąsiadów[11][12],
- Laureat Global Alumni Service To Humanity Award (2021/2022) przyznawanej przez Rotary Club[4],
- Nagroda Pulitzera (2019) w kategorii dziennikarstwo śledcze(inne języki), za cykl tekstów „The Fentanyl Express”  kategorii dziennikarstwa śledczego – międzynarodowe śledztwo nagłaśniające import fentanylu do Stanów Zjednoczonych[13][8].